# سحر (مغنية)
سحر مقدس هي مغنية،موسيقية وراقصة إيرانية ولدت في 4 ديسمبر 1985.